# علی‌آباد زارعین
روستای علی آباد زارعین ، روستایی است در دهستان قلعه زری از توابع بخش جلگه ماژان شهرستان خوسف، واقع در استان خراسان جنوبی ایران.

## جمعیت
که بر اساس سرشماری سال ۱۳۸۵ مرکز آمار ایران، جمعیت آن بالغ بر ۲۶۰ نفر بوده است .

## منبع
1. ↑  «پایگاه اینترنتی مرکز آمار ایران». بایگانی‌شده از اصلی در ۱۴ نوامبر ۲۰۰۹. دریافت‌شده در ۳۱ ژانویه ۲۰۰۸.